# La Chapelle-Saint-Rémy
La Chapelle-Saint-Rémy is een gemeente in het Franse departement Sarthe (regio Pays de la Loire) en telt 734 inwoners (1999). De plaats maakt deel uit van het arrondissement Mamers.

## Geografie
De oppervlakte van La Chapelle-Saint-Rémy bedraagt 19,1 km², de bevolkingsdichtheid is 38,4 inwoners per km².
De onderstaande kaart toont de ligging van La Chapelle-Saint-Rémy met de belangrijkste infrastructuur en aangrenzende gemeenten.

## Demografie
Onderstaande figuur toont het verloop van het inwonertal (bron: INSEE-tellingen).